# Indicatifs régionaux 613 et 343
Les indicatifs régionaux 613 et 343 sont des indicatifs téléphoniques de la région est de l'Ontario, au Canada. Plus précisément, ces indicatifs couvrent Ottawa, Pembroke, Belleville, Kingston, Brockville, Cornwall et les alentours.

## Histoire

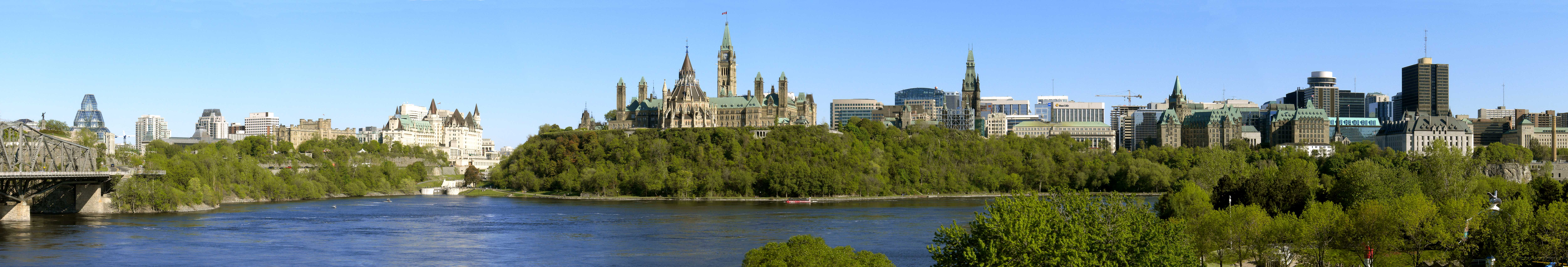
Ottawa, Ontario

L'indicatif régional 613 était un des 86 indicatifs originaux du Plan de numérotation nord-américain défini en 1947. Originellement, l'indicatif couvrait l'Ontario au complet sauf la région Golden Horseshoe, qui était la région 416.
En 1953, les villes de la région sud-ouest de l'Ontario, qui était jadis aux régions 613 et 416, ont été regroupées dans le nouvel indicatif régional 519. En 1957, la région 613 était divisée encore une fois pour déplacer tout le nord de l'Ontario du parc provincial Algonquin jusqu’à la frontière manitobaine, en région 705.
La région de l'est de l'Ontario, de Brighton et Deep River jusqu'à Saint-Régis (Québec), reste au 613.
Ottawa-Hull, la plus grande agglomération en région, se trouve divisée entre 613 et l'indicatif régional 819 au Québec, puisqu'elle chevauche deux provinces. Le centre-ville (Ottawa-Hull) est un seul centre tarifaire qui se retrouve partiellement en Ontario. Avant 2006, un système de protection des codes réservait tous les préfixes téléphoniques hullois au 613 Ottawa et tous les préfixes ottaviens au 819 Hull. Un appel local de Hull à Ottawa se faisait alors en sept chiffres.
Cette réservation des numéros ottaviens s'appliquait partout en région 819, un numéro avec les mêmes derniers sept chiffres ne pouvait pas exister à Ottawa et à Sherbrooke en même temps, par exemple, une restriction arbitraire. Des versions 1-613 des numéros hullois était réservés jusqu'à Brighton. En 2006, les préfixes encore disponibles au 1-819 était tous des numéros réservés qui ne pouvait pas être octroyé en Outaouais sans briser la téléphonie locale à sept chiffres entre Ottawa et Hull. bien qu'il y a moins de deux millions de personnes dans tout l'est de l'Ontario.
Un nombre excessif des centres tarifaires (la municipalité fusionnée d'Ottawa n'est pas un seul centre tarifaire mais plutôt le centre-ville Ottawa-Hull, en plus de Constance Bay, Gloucester, Jockvale, Kanata-Stittsville, Manotick, Metcalfe, Navan, North Gower, Orléans, Osgoode) et un système qui ne fait pas de mise en commun de numéros de téléphone (chaque compagnie de téléphone concurrentiel a un bloc au complet de 10 000 numéros dans chaque centre tarifaire où elle offre du service) gaspille énormément de numéros.
Le résultat était un plan de chevauchement d'un indicatif régional 1-343, qui ne serait nullement nécessaire si les numéros 1-613 avaient été octroyés de façon efficace. L'indicatif 343, proposé en 2007 et approuvé par la CRTC le 10 septembre 2008, est entré en fonction le 17 mai 2010, quelques années plus tôt que prévu.
Des bureaux de la fonction publique fédérale à Hull continuent à garder et à utiliser des doublons de tous leurs numéros +1-819 en répondant au numéros avec les mêmes derniers sept chiffres au 613.

## Centres tarifaires dans la région 613
- Adolphustown (Greater Napanee) - (613): 373
- Addington Highlands (township): voyez Denbigh, Northbrook
- Alexandria (North Glengarry) - (343)- 474, (613): 525, 642
- Pour la municipalité fusionnée "Alfred and Plantagenet", voyez Alfred et Plantagenet
- Alfred (Alfred and Plantagenet) - (343): 691, (613): 605, 679, 708
- Almonte - (613): 256, 461
- Arden (Central Frontenac) - (343): 268, (613): 335
- Arnprior - (613): 622, 623, 626
- Athens - (613): 924, 927
- Avonmore (North Stormont) - (613): 346
- Bancroft - (343): 269, 357, 401, 476, (613): 202, 303, 318, 332, 334, 412, 442, 553, 630
- Barry's Bay - (613): 756
- Bath (Loyalist Township) - (613): 351, 352, 881
- Beachburg (Whitewater Region) - (613): 582
- Pour la municipalité fusionnée "Belleville", voyez Belleville et Thurlow
- Belleville (centre) - (343): 263, 270, 355, 362, 600, 645, (613): 210, 242, 243, 391, 403, 438, 480, 554, 661, 689, 707, 743, 771, 779, 813, 827, 847, 848, 849, 885, 902, 919, 920, 921, 922, 961, 962, 966, 967, 968, 969, 970
- Bloomfield (Prince Edward County) - (613): 393
- Bourget - (613): 426, 487, 603
- Brighton - (343): 271, (613): 439, 475, 481, 814
- Brockville - (343): 225, 264, 300, 320, (613): 213, 246, 340, 341, 342, 345, 349, 423, 498, 499, 556, 640, 704, 802, 803, 865
- Calabogie (Greater Madawaska) - (613): 752
- Cardiff (Highlands East) - (613): 339
- Cardinal (Edwardsburgh/Cardinal) - (613): 655, 657, 671
- Carleton Place - (343) - 213, (613): 250, 251, 253, 257, 434, 451, 452, 456, 492, 508, 621, 964
- Carp - (613): 470, 839
- Casselman - (613): 427, 764
- Central Frontenac (township): voyez Arden, Parham
- Chalk River - (613): 589
- Chesterville (North Dundas) - (613): 436, 448
- Pour la municipalité "Clarence-Rockland", voyez Clarence Creek et Rockland
- Clarence Creek (Clarence-Rockland) - (613): 420, 488
- Cobden - (613): 646, 647
- Coe Hill (Wollaston) - (613): 337
- Constance Bay (Ottawa) - (613): 578, 832
- Cornwall - (343): 288, 330, 356, 370, 475, 885, (613): 209, 330, 360, 361, 362, 363, 505, 551, 571, 577, 662, 703, 861, 870, 930, 931, 932, 933, 935, 936, 937, 938
- Crysler (North Stormont) - (613): 987
- Cumberland - (613): 467, 517, 573, 833, 892
- Deep River - (613): 584
- Delta - (613): 616, 928
- Denbigh (Addington Highlands) - (613): 333
- Deseronto - (343): 265, (613): 309, 396
- Douglas (Admaston/Bromley) - (613): 649
- East Hawkesbury/Hawkesbury Est (township): voyez Saint-Eugène
- Edwardsburgh/Cardinal (township): voyez Cardinal, Spencerville
- Eganville - (613): 628
- Elgin (Rideau Lakes) - (613): 359
- Embrun - (613): 370, 443, 557
- Enterprise (Stone Mills) - (613): 358
- Finch (North Stormont) - (613): 984
- Foymount - (613): 754
- Frankford (Quinte West) - (613): 398, 486
- Pour la municipalité des îles Frontenac (Frontenac Islands), voyez Wolfe Island, Kingston
- Gananoque - (343): 479, (613): 381, 382, 463, 718, 815
- Gilmour (Tudor and Cashel) - (613): 474
- Glen Robertson (North Glengarry) - (613): 874
- Gloucester (Ottawa) - (613): 425, 455, 502, 822
- Golden Lake (North Algona Wilberforce) - (613): 625
- Pour Greater Madawaska (township), voyez Calabogie
- Pour la municipalité fusionnée "Greater Napanee", voyez Adolphustown, Napanee, Selby
- Harrowsmith - (613): 372
- Hawkesbury - (343): 500 (613): 306, 307, 632, 636
- Ingleside (South Stormont) - (613): 522, 537
- Inverary (South Frontenac) - (613): 353, 653
- Iroquois (South Dundas) - (613): 652, 669
- Jockvale (Ottawa) - (343): 212, (613): 440, 459, 512, 823, 825, 843
- Kanata-Stittsville (Ottawa) - (343): 359 690, (613): 254, 270, 271, 280, 287, 383, 435, 457, 509, 519, 576, 591, 592, 595, 599, 609, 663, 801, 831, 836, 886, 895, 963, 974, 977
- Kemptville (North Grenville) - (613): 215, 258, 713
- Killaloe - (613): 757
- Kingston - (343): 266, 290, 333, 344, 358, 363, 364, 477, 884, (613): 214, 217, 305, 328, 329, 331, 344, 384, 389, 417, 449, 453, 483, 484, 507, 514, 530, 531, 532, 533, 536, 539, 540, 541, 542, 544, 545, 546, 547, 548, 549, 561, 572, 583, 634, 650, 766, 767, 770, 776, 777, 817, 840, 856, 876, 877, 887, 888, 893, 900, 929, 985
- L'Orignal (Champlain Township) - (613): 675
- Lanark Highlands (township), voyez Lanark, McDonalds Corners
- Lanark - (613): 259
- Lancaster (South Glengarry) - (613): 313, 347
- Lansdowne (Leeds and the Thousand Islands) - (613): 659
- Leeds and the Thousand Islands (township): voyez Lansdowne, Mallorytown, Seeleys Bay
- Long Sault (South Stormont) - (613): 534, 550
- Loyalist Township, voyez Bath et Odessa
- Maberly (Tay Valley) - (613): 268
- Madoc -  (343)- 472, (613): 473, 666
- Maitland - (613): 320, 348, 664
- Mallorytown - (613): 923, 973
- Manotick (Ottawa) - (613): 491, 692, 908
- Marmora - (613): 472, 644
- Martintown (South Glengarry) - (613): 528
- Maxville (North Glengarry) - (613): 527
- Maynooth (Hastings Highlands) - (613): 338
- McDonalds Corners (Lanark Highlands) - (613): 278
- Merrickville (Merrickville-Wolford) - (613): 269
- Metcalfe (Ottawa) - (613): 574, 821
- Mississippi Mills (township): voyez Pakenham
- Moose Creek (North Stormont) - (613): 538
- Morrisburg - (613): 543, 643
- Napanee (Greater Napanee) - (343): 267, 478, (613): 308, 354, 409, 462
- Navan (Ottawa) - (613): 429, 835
- Newburgh (Stone Mills) - (613): 378
- North Algona Wilberforce: voyez Golden Lake
- North Augusta - (613): 665, 926
- North Dundas (township): voyez Chesterville, South Mountain et Winchester
- North Glengarry (township): voyez Alexandria, Glen Robertson, Maxville
- North Gower (Ottawa) - (613): 489, 493
- North Stormont (township): voyez Avonmore, Crysler, Finch, Moose Creek
- Northbrook (Addington Highlands) - (343): 272, 336
- Odessa (Loyalist Township) - (613): 386, 896
- Orléans (Ottawa) - (343): 221, (613): 424, 458, 510, 590, 824, 830, 834, 837, 841, 845
- Osgoode (Ottawa) - (613): 465, 469, 516, 826
- En Ontario, le centre tarifaire Ottawa-Hull comprend le centre-ville d'Ottawa, de Nepean à Vanier seulement. Pour la municipalité fusionnée "Ottawa, Ontario" voyez Ottawa-Hull, Constance Bay, Gloucester, Jockvale, Kanata, Manotick, Metcalfe, Navan, North Gower, Orléans, Osgoode.
- Ottawa-Hull (centre) - (343): 200, 201, 203, 262, 291, 292, 360, 540, 688, 689, 700, 777, 882, 883, 887, 888, 925, (613): 203, 204, 212, 216, 218, 219, 220, 221, 222, 223, 224, 225, 226, 227, 228, 229, 230, 231, 232, 233, 234, 235, 236, 237, 238, 239, 240, 241, 244, 245, 247, 248, 249, 252, 255, 260, 261, 262, 263, 265, 266, 274, 276, 277, 282, 286, 288, 290, 291, 292, 293, 294, 295, 296, 297, 298, 299, 301, 302, 304, 314, 315, 316, 317, 319, 321, 322, 323, 324, 325, 327, 350, 355, 356, 357, 364, 366, 368, 369, 371, 380, 400, 402, 404, 406, 407, 408, 410, 413, 415, 416, 421, 422, 437, 447, 454, 482, 500, 501, 513, 515, 518, 520, 521, 523, 526, 552, 558, 560, 562, 563, 564, 565, 566, 567, 569, 580, 581, 593, 594, 596, 597, 598, 600, 601, 604, 606, 607, 608, 612, 614, 615, 617, 618, 619, 620, 627, 656, 660, 667, 668, 670, 680, 683, 686, 688, 690, 691, 693, 694, 695, 696, 697, 698, 699, 700, 701, 702, 709, 710, 712, 715, 716, 719, 720, 721, 722, 723, 724, 725, 726, 727, 728, 729, 730, 731, 733, 734, 736, 737, 738, 739, 740, 741, 742, 744, 745, 746, 747, 748, 749, 750, 751, 755, 759, 760, 761, 762, 763, 765, 768, 769, 773, 778, 780, 781, 782, 783, 784, 785, 786, 787, 788, 789, 790, 791, 792, 793, 794, 795, 796, 797, 798, 799, 800, 804, 805, 806, 807, 808, 809, 816, 818, 820, 828, 829, 842, 844, 850, 851, 852, 853, 854, 857, 858, 859, 860, 862, 863, 864, 866, 867, 868, 869, 875, 878, 880, 882, 883, 884, 889, 890, 891, 894, 897, 898, 899, 901, 903, 904, 907, 909, 910, 912, 913, 914, 915, 916, 917, 934, 940, 941, 943, 944, 945, 946, 947, 948, 949, 951, 952, 953, 954, 956, 957, 960, 971, 978, 979, 981, 983, 986, 990, 991, 992, 993, 994, 995, 996, 997, 998, 999, 934p, 939p, 953p, 956p, 994p, 997p
- Pakenham (Mississippi Mills) - (613): 624
- Palmer Rapids (Brudenell, Lyndoch and Raglan) - (613): 758
- Parham (Central Frontenac) - (613): 375
- Pembroke indépendant - (613): 638
- Pembroke - (343): 369, (613): 281, 312, 401, 504, 559, 585, 602, 629, 631, 633, 635, 639, 717, 732, 735, 775
- Perth - (343): 400, 402, (613): 200, 201, 264, 267, 300, 326, 390, 464, 466, 714, 772, 812
- Petawawa - (613): 506, 588, 685, 687
- Picton (Prince Edward County) - (343): 222, (613): 471, 476, 503, 645, 654, 846, 906
- Plantagenet (Alfred and Plantagenet) - (613): 405, 673
- Plevna (North Frontenac) - (343): 273, (613): 479
- Portland (Rideau Lakes) - (613): 272, 972
- Prescott - (613): 529, 918, 925, 975
- Pour la municipalité fusionnée Quinte West, voyez Frankford, Trenton et Wooler
- Renfrew - (343): 361, (613): 431, 432, 433, 570
- Pour la municipalité fusionnée Prince Edward County, voyez Picton, Bloomfield, Wellington
- Richmond - (613): 444, 838
- Rideau Lakes (township): voyez Elgin, Portland
- Rockland (Clarence-Rockland) - (613): 419, 446
- Rolphton (Laurentian Hills) - (613): 586
- Russell - (613): 445, 496
- Seeleys Bay (Leeds and the Thousand Islands) - (613): 387
- Selby (Greater Napanee) - (613): 388
- Sharbot Lake - (613): 279
- Smiths Falls - (343): 800, (613): 205, 206, 207, 283, 284, 285, 414, 418, 430, 485, 682, 706, 855, 980, 982, 988
- South Dundas (township): voyez Iroquois, Morrisburg, Williamsburg
- South Frontenac (township): voyez Harrowsmith, Inverary, Sydenham, Verona
- South Glengarry (township): voyez Lancaster, Martintown
- South Mountain (North Dundas) - (613): 989
- South Stormont (township): voyez Ingleside, Long Sault
- Spencerville (Edwardsburgh/Cardinal) - (613): 648, 658
- Saint-Régis (Akwesasane) - (613): 575
- Saint-Eugène (East Hawkesbury) - (613): 674
- Saint-Isidore - (613): 524
- Stirling (Stirling-Rawdon) - (613): 395, 490
- Stone Mills (township): voyez Enterprise, Newburgh, Yarker
- Sydenham (South Frontenac) - (613): 376
- Tamworth - (613): 379
- Thurlow (Belleville) - (613): 477, 494
- Toledo (Elizabethtown-Kitley) - (613): 275
- Trenton (Quinte West) - (613): 208, 392, 394, 495, 651, 681, 955, 965
- Tweed - (613): 478
- Vankleek Hill - (343): 473 886, (613): 676, 677, 678, 684, 872
- Verona (South Frontenac) - (613): 374
- Wellington (Prince Edward County) - (613): 399
- Westmeath (Whitewater Region) - (613): 587
- Westport - (613): 273
- Whitewater Region: voyez Beachburg, Westmeath
- Whitney (South Algonquin) - (613): 637
- Williamsburg (South Dundas) - (613): 535, 641
- Winchester (North Dundas) - (613): 441, 774
- Wolfe Island (Frontenac Islands) - (613): 385
- Wollaston: voyez Coe Hill
- Wooler (Quinte West) - (613): 397, 497
- Yarker (Stone Mills) - (613): 377
- service aux frais partagés - (613): 310

p=Protegé aux régions +1 819 and +1 613 - bureaux hullois du Gouvernement du Canada